# Sénoville
Sénoville är en kommun i departementet Manche i regionen Normandie i norra Frankrike. Kommunen ligger i kantonen Barneville-Carteret som tillhör arrondissementet Cherbourg. År 2022 hade Sénoville 191 invånare.

## Befolkningsutveckling
Antalet invånare i kommunen Sénoville
| Referens: INSEE |